# Waldorf-Institut Witten-Annen

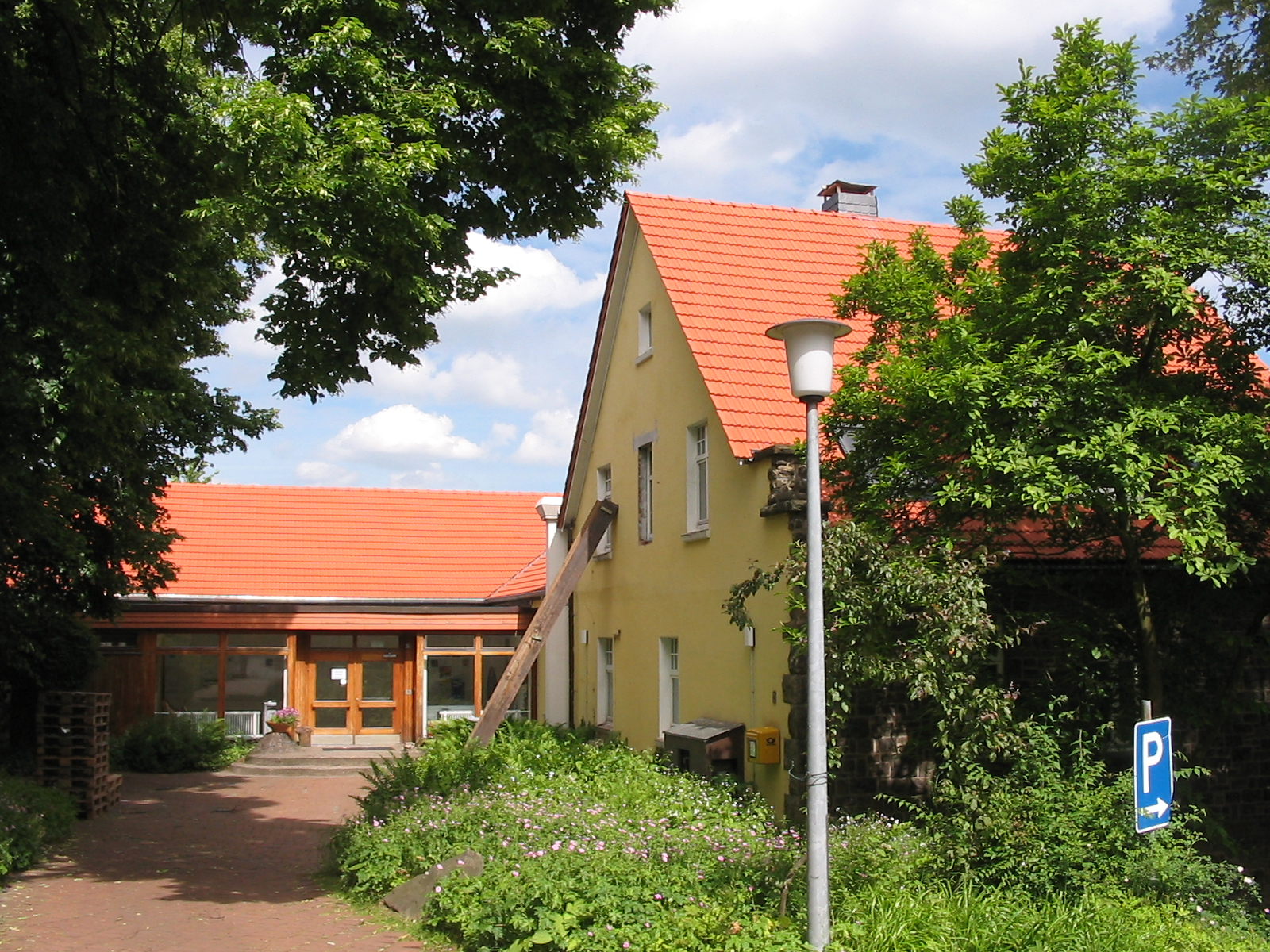
Altbau

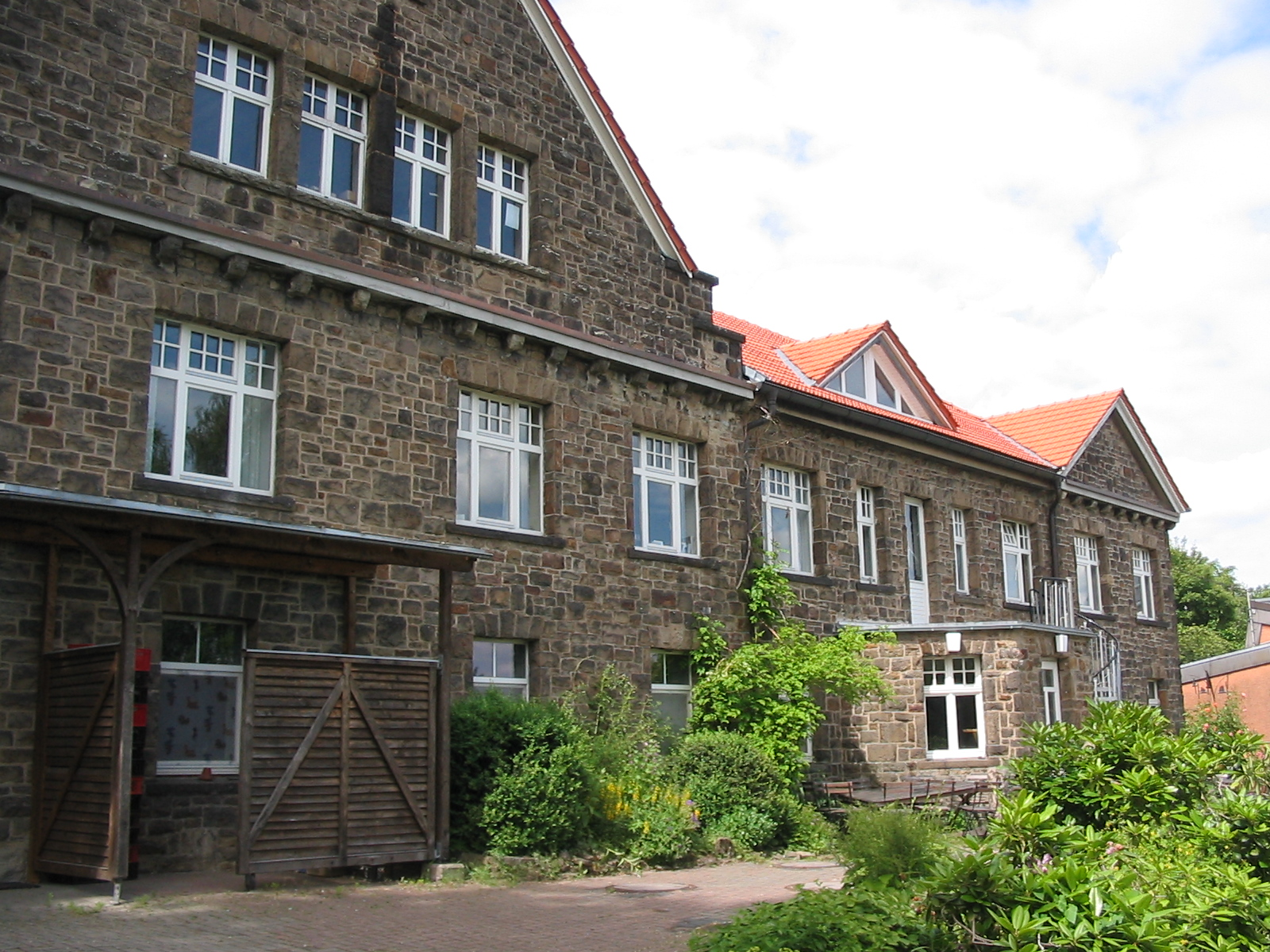
Altbau

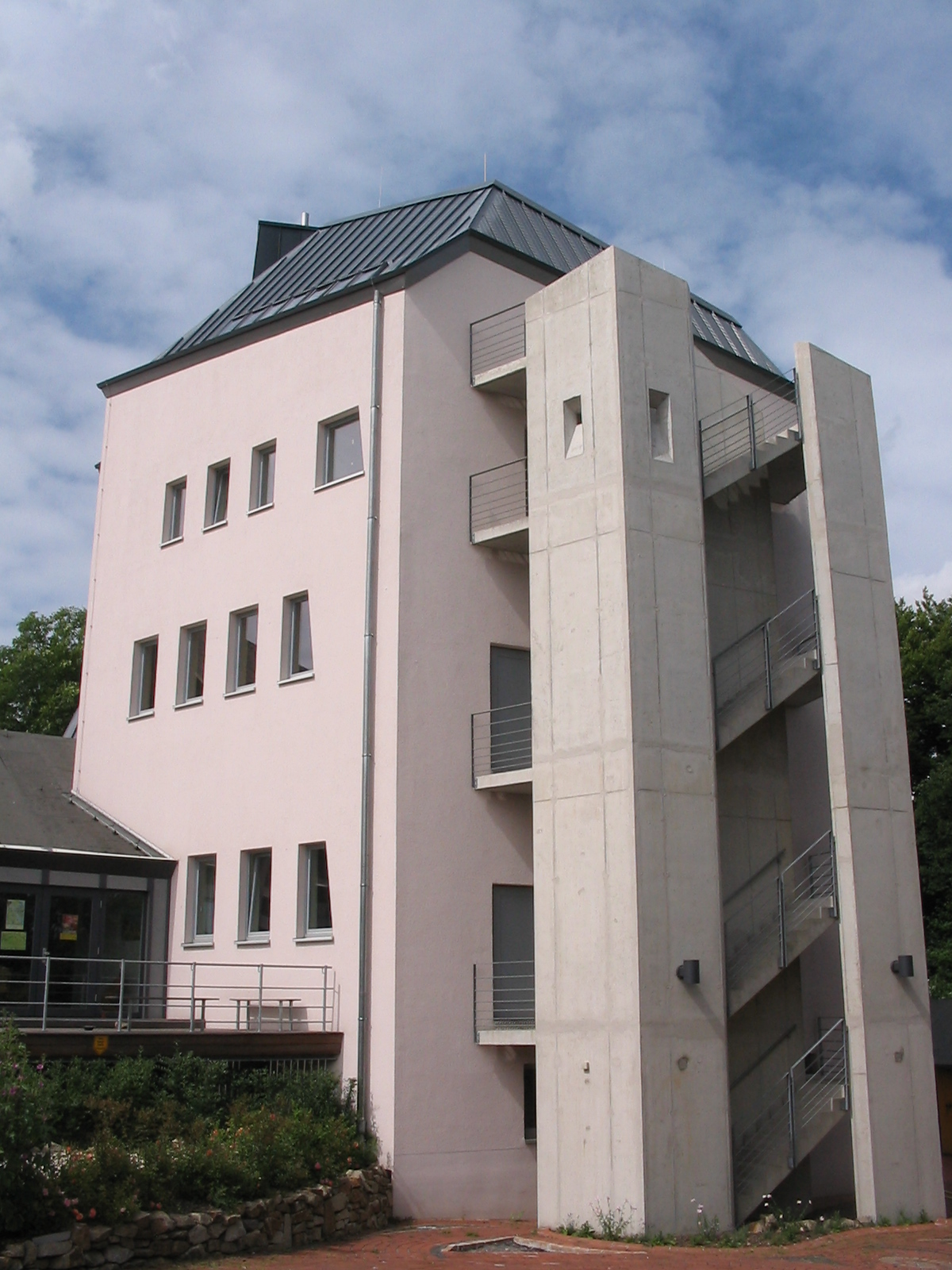
Turm

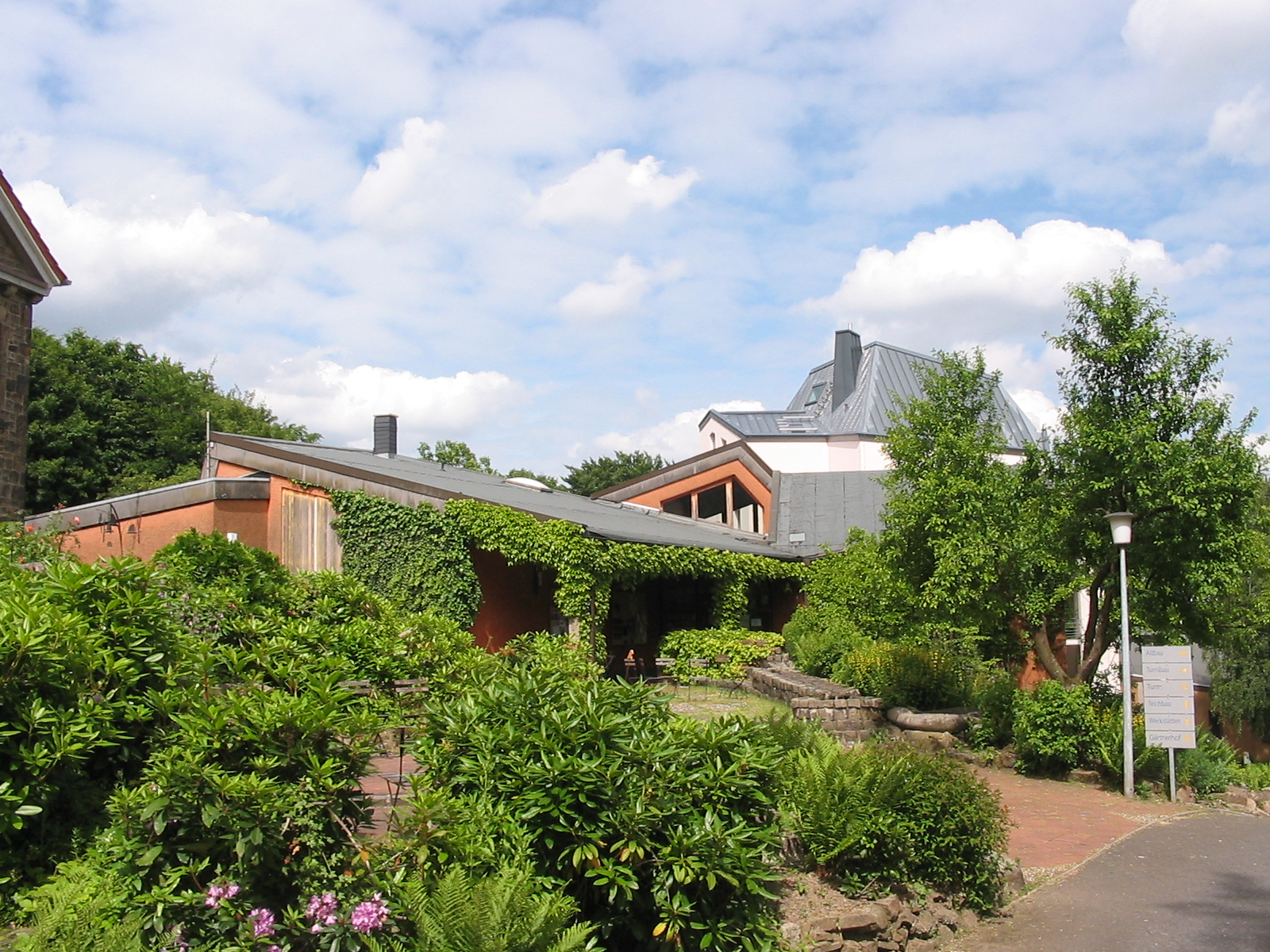
Turmbau

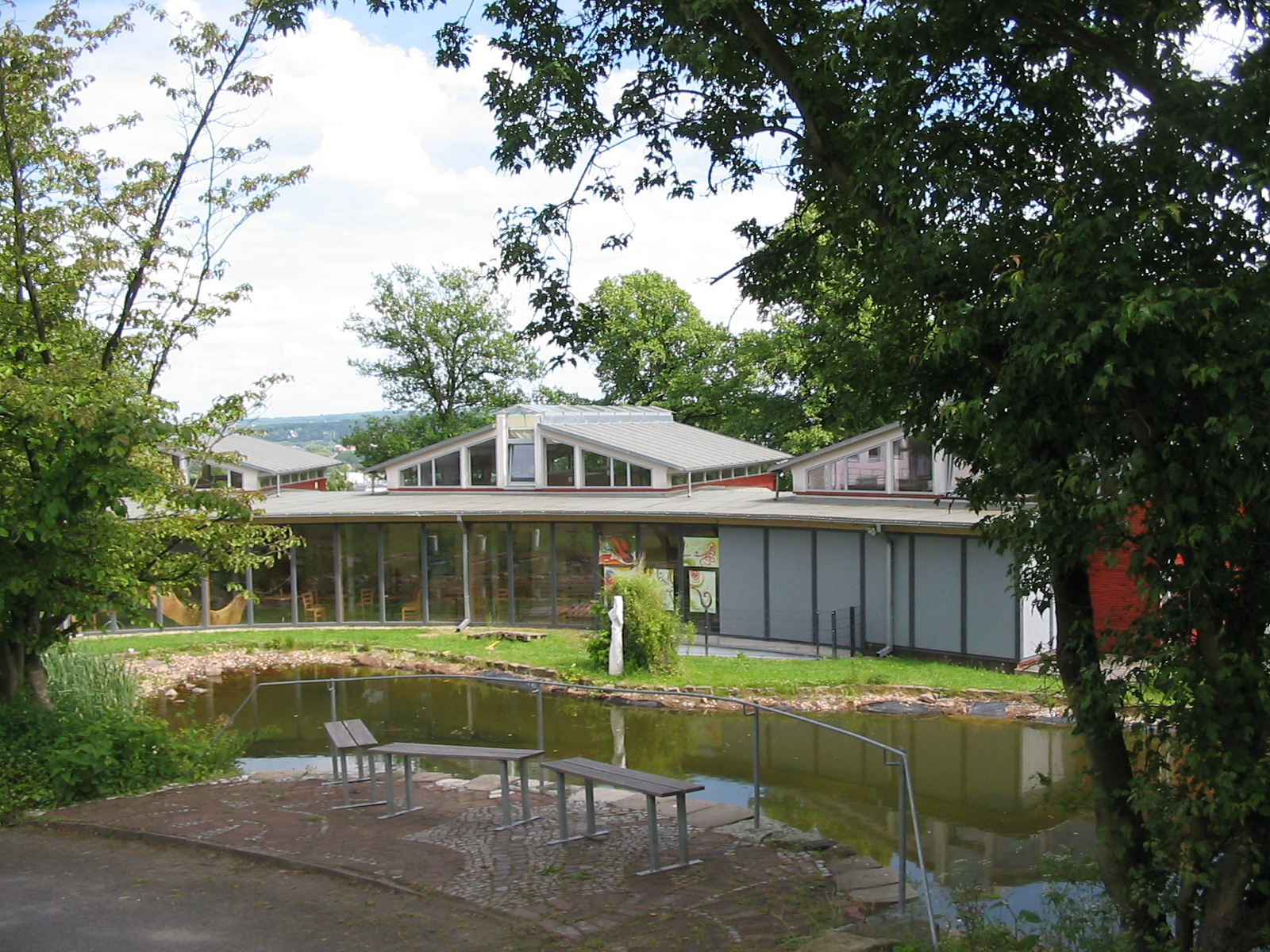
Teichbau

Das Waldorf Institut Witten Annen ist eine 1973 gegründete Ausbildungsstätte für Lehrkräfte an Waldorfschulen in Witten-Annen. Die Leitgedanken der Wittener Lehrerbildung fasste Johannes Kiersch 1978 in seinem Buch Freie Lehrerbildung zusammen.
Mit der 1994 eingeführten Studienordnung wurde die Grundlage für die Anerkennung als „Einrichtung zur Lehrerbildung im tertiären Bereich“ gelegt, wie zuletzt im Mai 2009 durch das Ministerium für Schule und Weiterbildung des Landes Nordrhein-Westfalen bestätigt.

## Fachausbildung
Folgende Fachausbildungen werden angeboten:
- Klassenlehrer an Waldorfschulen (Klasse 1 bis 8) mit zusätzlicher Qualifikation in mindestens einem Fach
- Fachlehrer an Waldorfschulen (Klasse 5 bis 12) in den Fächern
  - Handwerk und Bildende Kunst
  - Handarbeit
  - Gartenbau
- Klassenlehrer oder Fachlehrer mit Schwerpunkt Sonder- und Heilpädagogik
- Musiklehrer Klasse 1 bis 12 an Waldorfschulen
- Eurythmist
- Qualifizierung zum Klassen- und Fachlehrer an Waldorfschulen - postgradual (AZWV)

## Allgemeine Bereiche der Dualen Pädagogikausbildung
Ausbildungsort Institut
- wissenschaftliches Arbeiten
- Reflexion der schulpraktischen Phasen des Studiums
- Selbstschulung durch künstlerisches Üben in den Bereichen Bildende Kunst, Musik, Sprache/Schauspiel, Eurythmie
- das Lernen durch praktische Arbeit in Gebäude- und Gartenpflege und im selbstverwalteten Studienbeihilfefonds

Ausbildungsort Schule
- von Dozenten des Instituts und Mentoren an Schulen begleitete jährliche Praxisphasen im Unterrichten und im Lebensraum Schule

## Ziele
Ziel der Ausbildung ist der Lehrer als Forscher, Erziehungs-Künstler und Unternehmer.

## Abschluss und Weiterbildung
Nach dem Abschluss mit Diplom bietet das Institut in Kooperation mit Waldorfschulen Begleitung in der Berufseinführungsphase an. Weiterbildungsangebote bilden eine Ergänzung zum Konzept lebenslangen Lernens.